# 钱宽夫妇墓
钱宽夫妇墓位于浙江省杭州市临安区锦城镇西墅村明堂山南麓，为五代吴越国国王钱镠的父母钱宽和水邱氏之墓的合称。两墓为异穴同封合葬墓，墓葬均为前后双室、多耳室、多壸门、多壁龛、后室两壁斜向内收的船形墓葬，是晚唐时期吴越地区贵族使用的墓葬形制。两墓随葬品丰富，其中尤以“官”与“新官”款白瓷器和越窑褐彩云纹秘色瓷器为珍贵。
2001年，与钱镠墓、康陵同作为临安吴越国王陵的组成部分列入第五批全国重点文物保护单位。

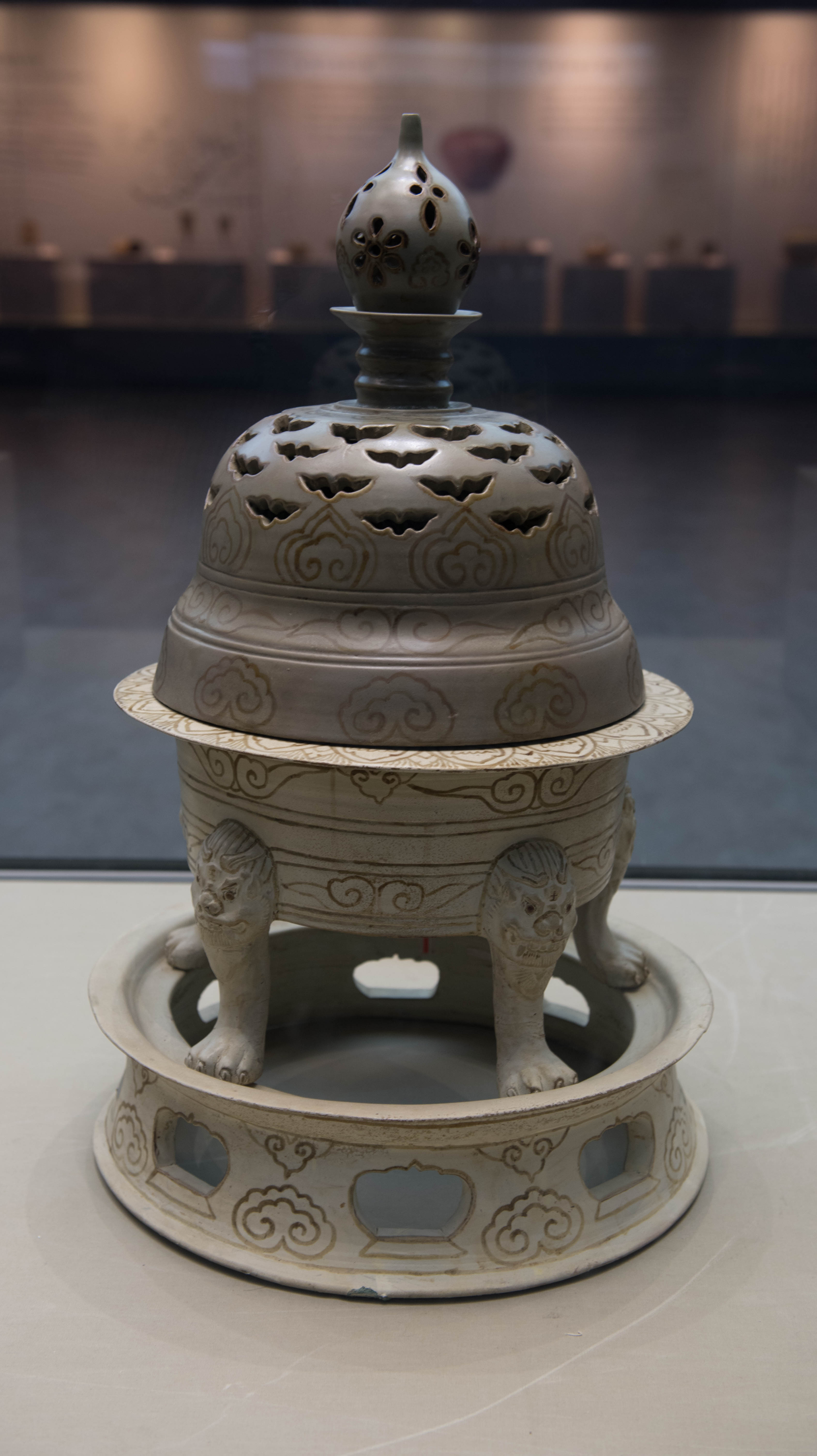
水邱氏墓出土祕色瓷褐彩雲紋熏爐，杭州市临安区吴越文化博物馆藏
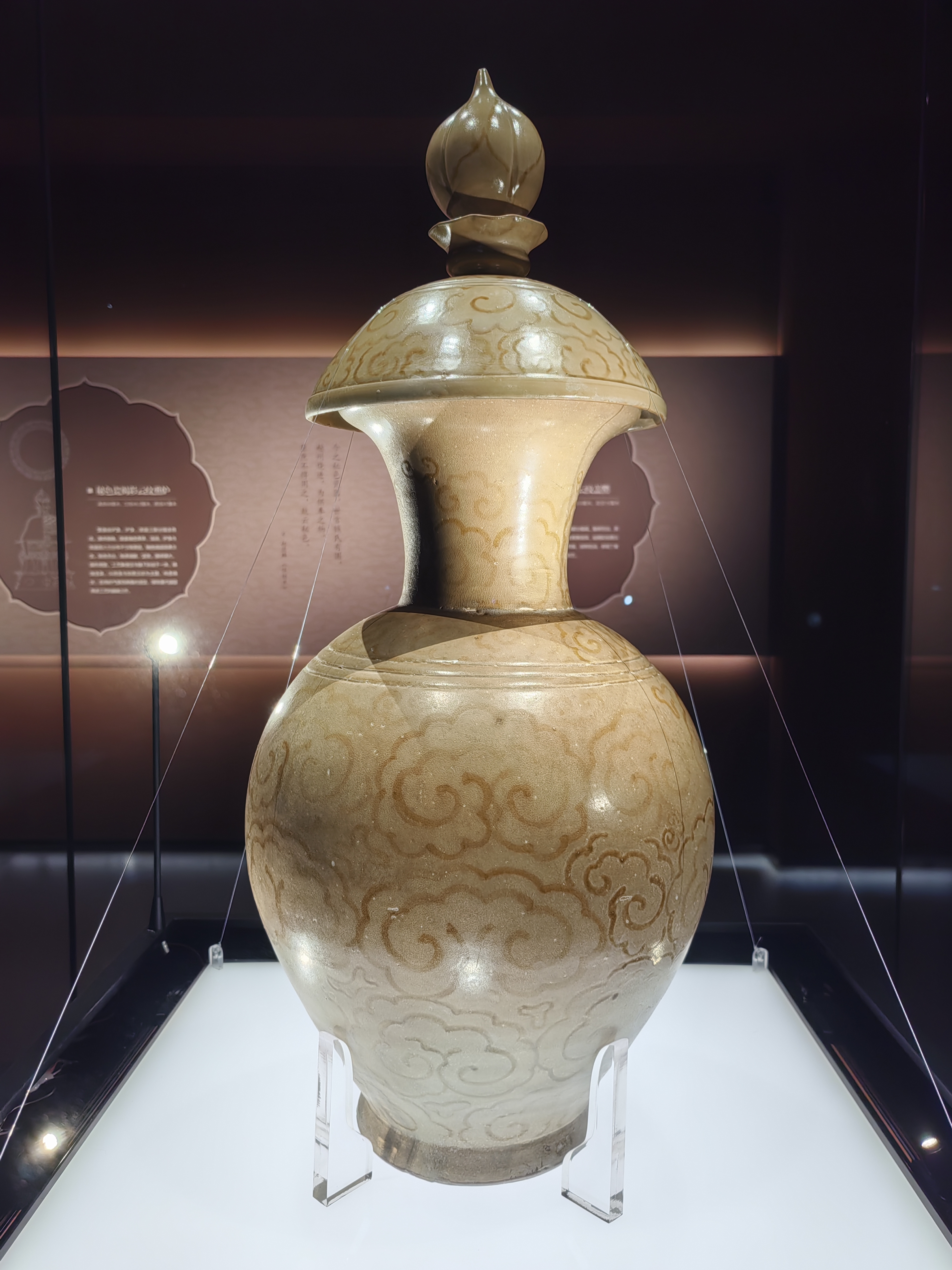
水邱氏墓出土祕色瓷褐彩雲紋蓋罌，杭州市临安区吴越文化博物馆藏
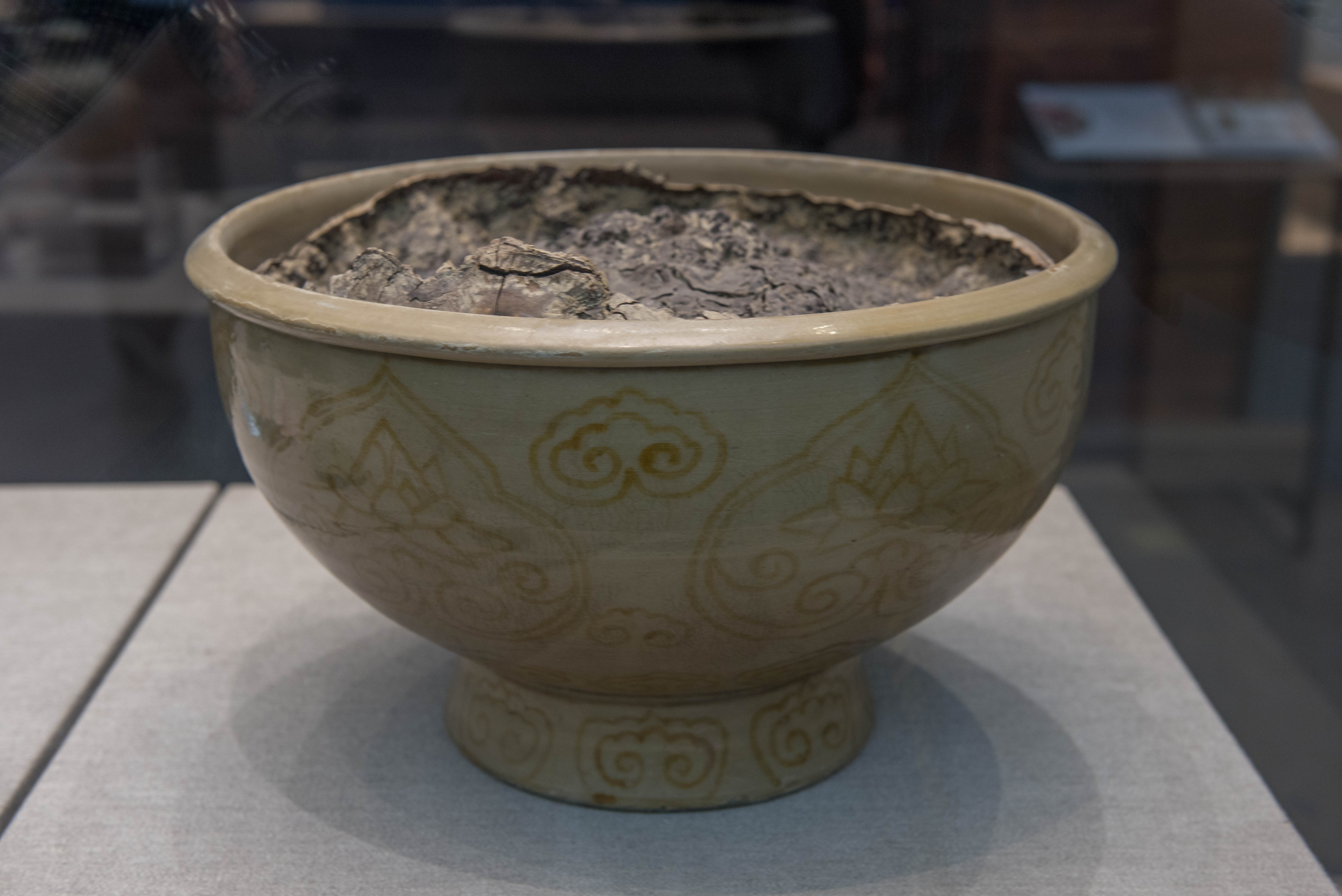
水邱氏墓出土祕色瓷褐彩雲紋油燈，杭州市临安区吴越文化博物馆藏